# Tandpuppsnäcka
Tandpuppsnäcka (Lauria cylindracea) är en snäckart som först beskrevs av Da Costa 1778. Enligt Catalogue of Life ingår Tandpuppsnäcka som enda art i släktet Lauria och familjen puppsnäckor, men enligt Dyntaxa är tillhörigheten istället släktet Lauria och familjen tandpuppsnäckor. Arten är reproducerande i Sverige. Inga underarter finns listade i Catalogue of Life.